# Night of the Ghouls
Night of the Ghouls (bra: A Noite das Assombrações; prt: A Noite dos Espíritos) é um filme estadunidense de 1959, dirigido e escrito por Ed Wood.
É a sequência do filme Bride of the Monster do mesmo diretor. O filme foi lançado comercialmente apenas em 1987.

## Elenco
- Kenne Duncan – Karl/Dr. Acula
- Duke Moore – Tenente Dan Bradford
- Tor Johnson – Lobo
- Valda Hansen – Sheila, "Fantasma Branca".
- John Carpenter – Capt. Robbins
- Paul Marco – Guarda Kelton
- Don Nagel – Sgt. Crandall
- Bud Osborne – Sr. Darmoor
- Jeannie Stevens – "O Fantasma Negro".
- Harvey B. Dunn – Henry
- Margaret Mason – Martha
- Criswell - Ele mesmo (narrador)

## Sinopse
A polícia investiga uma casa com fama de mal-assombrada, onde, no passado, um cientista louco criara monstros. Ao chegar lá, o Tenente Bradford conhece o Dr. Acula, que lhe diz poder se comunicar com os mortos. E logo percebe que ele é um charlatão. Mas nem tudo é farsa, pois fantasmas verdadeiros rondam a casa, além de Lobo, um gigante deformado que trabalhara para o antigo cientista e agora é um capanga de Acula.

## Lançamento

### Portugal
O filme estreou diretamente em VHS em 1991, editado pela Diger Video.
Estreou na televisão portuguesa a 10 de outubro de 1997, na RTP2.